# Chiesa di Santa Barbara (Villacidro)
La parrocchiale di Santa Barbara è il luogo di culto cattolico principale di Villacidro. Sorge in piazza Santa Barbara, nel nucleo storico dell'abitato.

## Storia e descrizione
Nelle sue parti più antiche, la chiesa attuale risale al XVI secolo. Nel 1670 iniziarono i lavori di restauro, voluti dall'arcivescovo di Cagliari Pietro Vico, per mano del genovese Domenico Spotorno, attivo negli stessi anni anche nei restauri del duomo di Cagliari. Il tempio, trasformato in stile barocco, continuò ad essere arricchito anche nel XVIII secolo, quando, nel 1767, Villacidro passò alla diocesi di Ales e divenne sede di una residenza dei vescovi di Ales.
La chiesa di Santa Barbara è caratterizzata esternamente dalla facciata, con terminale a doppia inflessione, o "a cappello di carabiniere", affiancata a sinistra dall'alto campanile. Quest'ultimo, a canna quadra, venne eretto tra il 1639 e il 1756, anno in cui venne completata l'attuale copertura, a cupola su tamburo ottagonale. Il portale bronzeo (1992) presenta le raffigurazioni della Madonna, dei santi Barbara e Sisinnio e di alcuni luoghi simbolo di Villacidro, come la cascata di Sa Spendula.
L'interno è a pianta rettangolare, con navata unica voltata a botte e tre cappelle intercomunicanti per lato, queste ultime coperte da cupole semisferiche. La cappilla mayor (presbiterio) è in stile gotico catalano; a pianta rettangolare, presenta volta a crociera stellare costolonata. L'elegante altare maggiore in marmi policromi e la balaustra che lo precede, sono opere settecentesche di Giovanni Battista e Domenico Spazzi. Nel paliotto dell'altare sono tre medaglioni in marmo bianco, raffiguranti in bassorilievo santa Barbara, san Pietro apostolo e san Sisinnio, mentre nella nicchia centrale è custodita una statua lignea di santa Barbara. Dietro l'altare si trova in coro ligneo settecentesco. Risalgono al XVIII secolo anche il pulpito e il fonte battesimale, marmorei, e l'organo (1757).
All'interno della chiesa si trovano le tombe di due vescovi di Ales-Terralba, monsignor Michele Antonio Aymerich (morto nel 1806) e monsignor Giuseppe Stanislao Paradiso (morto nel 1822), entrambi morti a Villacidro.